# Pénestin
 Pénestin  (en bretón Pennestin) es una población y comuna francesa, situada en la región de Bretaña, departamento de Morbihan, en el distrito de Vannes y cantón de La Roche-Bernard.

## Demografía
| 1031 | 1078 | 1192 | 1299 | 1394 | 1527 |
| Para los censos de 1962 a 1999 la población legal corresponde a la población sin duplicidades (Fuente: INSEE [Consultar]) |      |      |      |      |      |